# Deutzia hatusimae
Deutzia hatusimae là một loài thực vật có hoa trong họ Tú cầu. Loài này được H.Ohba, L.M.Niu & Minamit. mô tả khoa học đầu tiên năm 2000.